# Gilles (prénom)
Pour les articles homonymes, voir Gilles.

## Sens et origine du nom
Gilles est un prénom masculin d'origine latine
Egidius, dérivé en -idius du nom latin Eggius. 
André Cherpillod, avec d'autres étymologistes, propose de le relier au prénom latin Ægidius, nom d'un saint moine gyrovague d'Occitanie au VIIe siècle. Le prénom gréco-romain signifierait à l'origine l’égide ou le bouclier recouvert de peau de chèvre ou de chevreau, du grec Αίγίδιον / Aígídion, « chevreau » (au sens de peau). Le double sens de « chevreau (peau de chevreau) » et de « bouclier protecteur » provient de ce que le bouclier de la déesse athénienne de la raison, Athéna, était recouvert de peau de chèvre. Ce bouclier sacré se nomme aegis en latin, Αίγίς / Aígís en grec, la racine apparaît dans les autres dérivés grecs aigigios, aigeides.

## Variantes
- allemand : Ägidius, Aegidius, Ägydius, Egydius, Egyd, Ilg, Gilg et Gilgian
- anglais : Giles
- breton : Jili[3]
- corse : Egidiu
- espagnol : Gil, Egidio
- français : Gilles, Gil, Gile, Gille et Gilian
- hongrois : Egyed
- italien : Egidio, Egilio, Gilio, Gillo, Zilio et Gidio
- latin : Ægidius (retranscrit phonétiquement par Égidius en français)
- néerlandais : Gillis, Schillis et Egidius
- occitan : Gèli, Gèri, Giri
- poitevin : Jhile
- polonais : Idzi et Egidiusz
- portugais : Gil et Egídio
- russe : Эгидий
- tchèque : Jiljí

## Gilles comme nom de personne ou prénom

### Saints des églises chrétiennes
Plusieurs saints portent aussi le nom de Gilles : voir saint Gilles .

### Prénom
- Pour voir tous les articles sur les personnes portant ce prénom, consulter la liste générée automatiquement pour le prénom Gilles.

## Gilles comme nom de famille
Les patronymes Gilles, Gille, voire sous une forme de diminutif Gillet, Gillot, ou composée avec suffixe nordique Gilson dérivent de ce prénom.

## Gilles ou gille, bouffon de foire
Selon Albert Dauzat, un gille est le nom d'un bouffon de foire vers 1650, dérivé du nom de baptême Gilles. Ce gille a fini par désigner un personnage qui se hâte constamment et qui se comporte selon les circonstances tantôt comme un naïf, tantôt comme un astucieux fraudeur ou trompeur habile. 
- Pour l'ensemble des significations de Gille, voir le lien général Gille

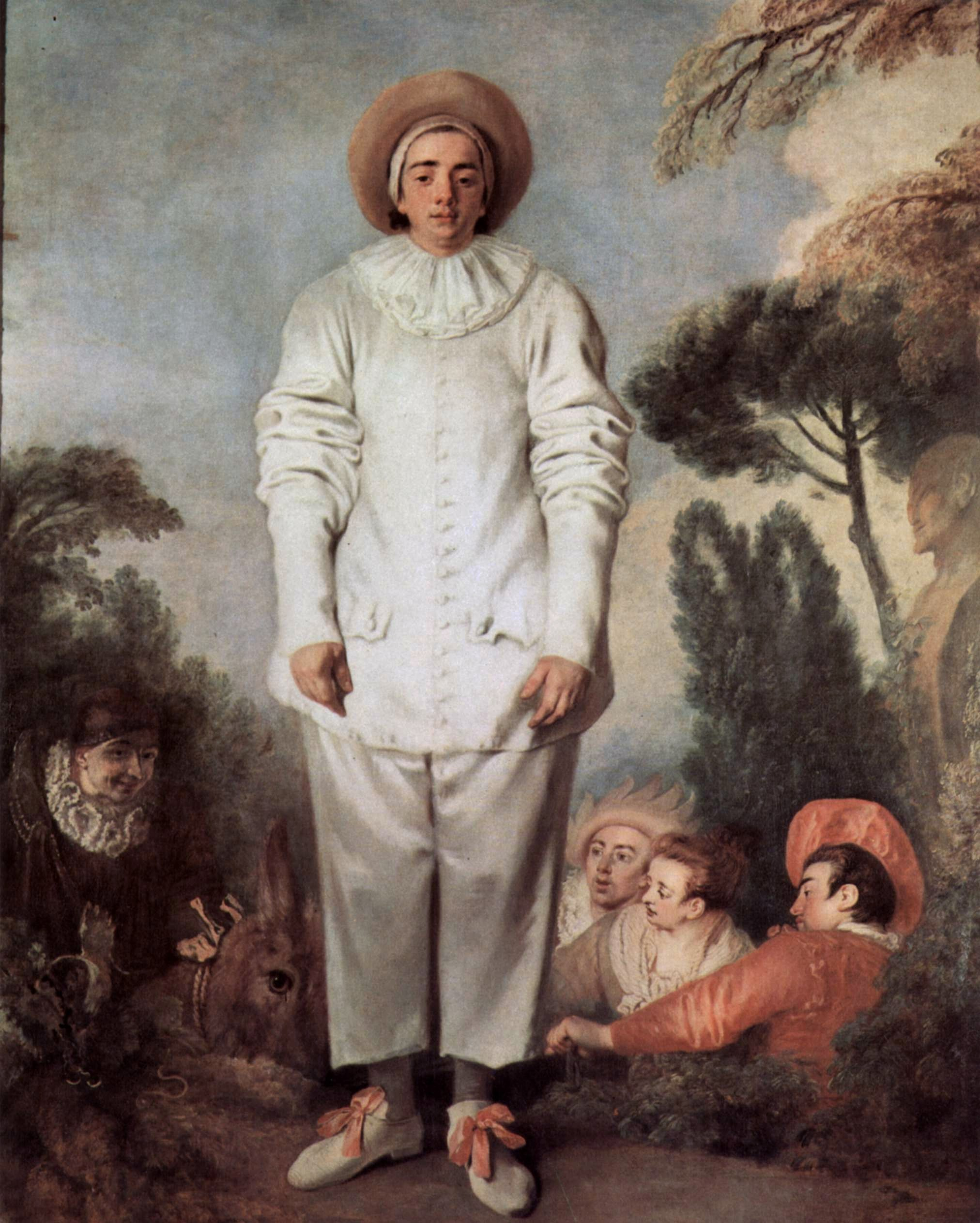
Antoine Watteau,Gilles

## Personnages de fiction et œuvres d'art
- Gilles, tableau d'Antoine Watteau
- Gilles, roman de Pierre Drieu la Rochelle
- Gilles, un des personnages principaux du film Les Visiteurs du soir, réalisé par Marcel Carné et sorti en 1942

## Toponymie
- Gilles

## Autres usages du nom
- Saint-Gilles
- Gilles, 11ème titre du chanteur français Christophe Miossec sur l'album Boire sorti en 1995
- L'expression "faire le Gilles" : faire l'idiot.